# Saint-Martin-des-Olmes
Saint-Martin-des-Olmes ist eine französische Gemeinde mit 312 Einwohnern (Stand: 1. Januar 2022) im Département Puy-de-Dôme in der Region Auvergne-Rhône-Alpes (vor 2016 Auvergne). Sie gehört zum Arrondissement Ambert und zum Kanton Ambert.

## Geographie
Saint-Martin-des-Olmes liegt etwa 60 Kilometer ostsüdöstlich von Clermont-Ferrand und etwa 50 Kilometer westnordwestlich von Saint-Étienne im Regionalen Naturpark Livradois-Forez. Umgeben wird Saint-Martin-des-Olmes von den Nachbargemeinden Ambert im Norden und Westen, Grandrif im Osten und Südosten, Saint-Just im Süden sowie Marsac-en-Livradois im Südwesten.

## Bevölkerungsentwicklung
| Jahr                       | 1962 | 1968 | 1975 | 1982 | 1990 | 1999 | 2006 | 2013 |
| Einwohner                  | 344  | 279  | 244  | 241  | 213  | 272  | 270  | 268  |
| Quellen: Cassini und INSEE |      |      |      |      |      |      |      |      |

## Sehenswürdigkeiten
- Kirche Saint-Martin